# جورج كوكرين هازلتون
جورج كوكرين هازلتون هو محامي وسياسي أمريكي، ولد في 3 يناير 1832 في تشيستر في الولايات المتحدة، وتوفي بنفس المكان في 4 سبتمبر 1922. نشط حزبياً في الحزب الجمهوري. وقد انتخب عضو مجلس ولاية ويسكونسن ‏ وانتخب عضو مجلس النواب الأمريكي ‏.